# César, le Rhône pour mémoire
César, le Rhône pour mémoire est une exposition qui s'est déroulée au musée départemental Arles antique, dit musée bleu, du 24 octobre 2009 au 2 janvier 2011. Son but a été de faire le bilan de vingt ans de fouilles subaquatiques dans le Rhône à la hauteur d'Arles. Sa qualité lui a valu le label d'intérêt national, tandis que le portrait présumé de Jules César exposé déclenchait une controverse internationale.

## Duplex Arelate

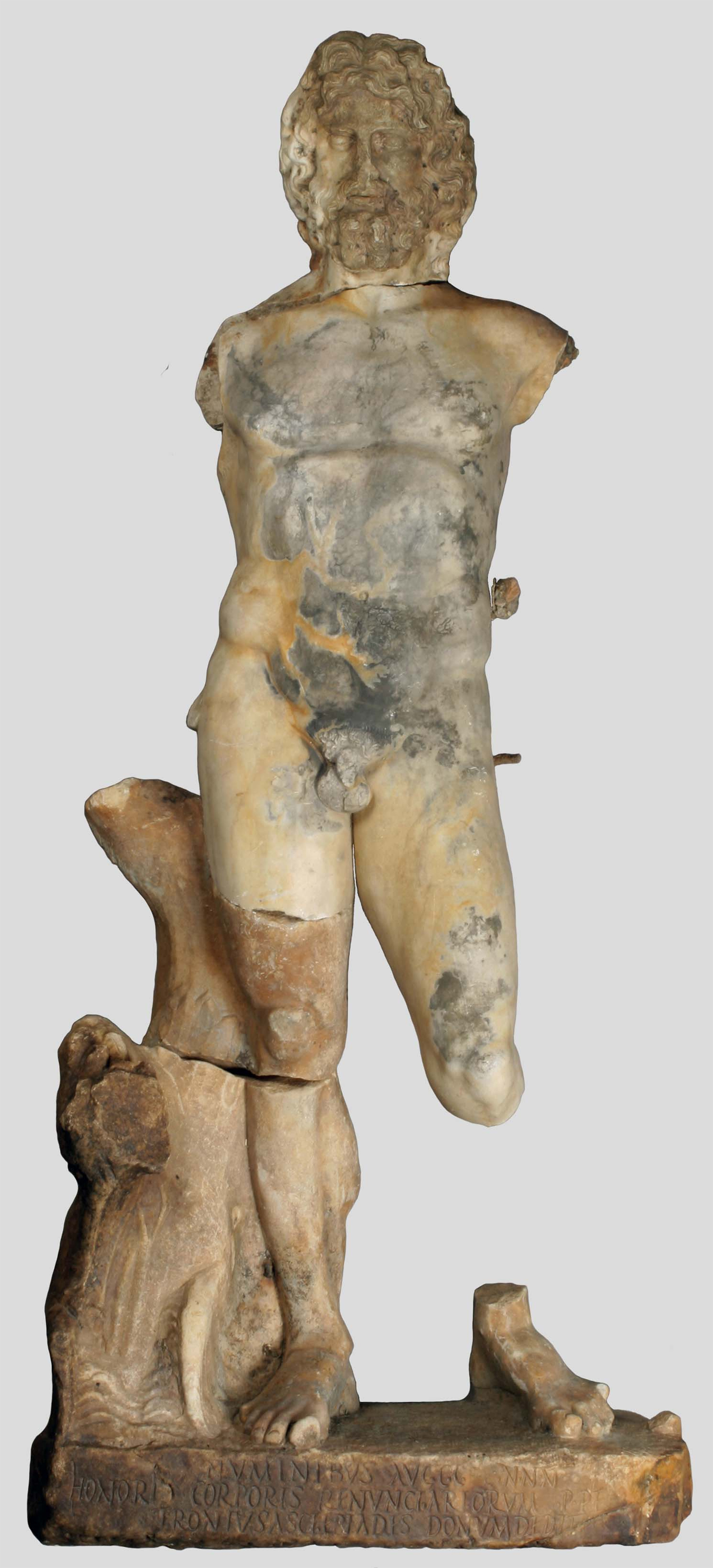
Neptune : la partie manquante de la jambe gauche a été retrouvée depuis sa découverte.

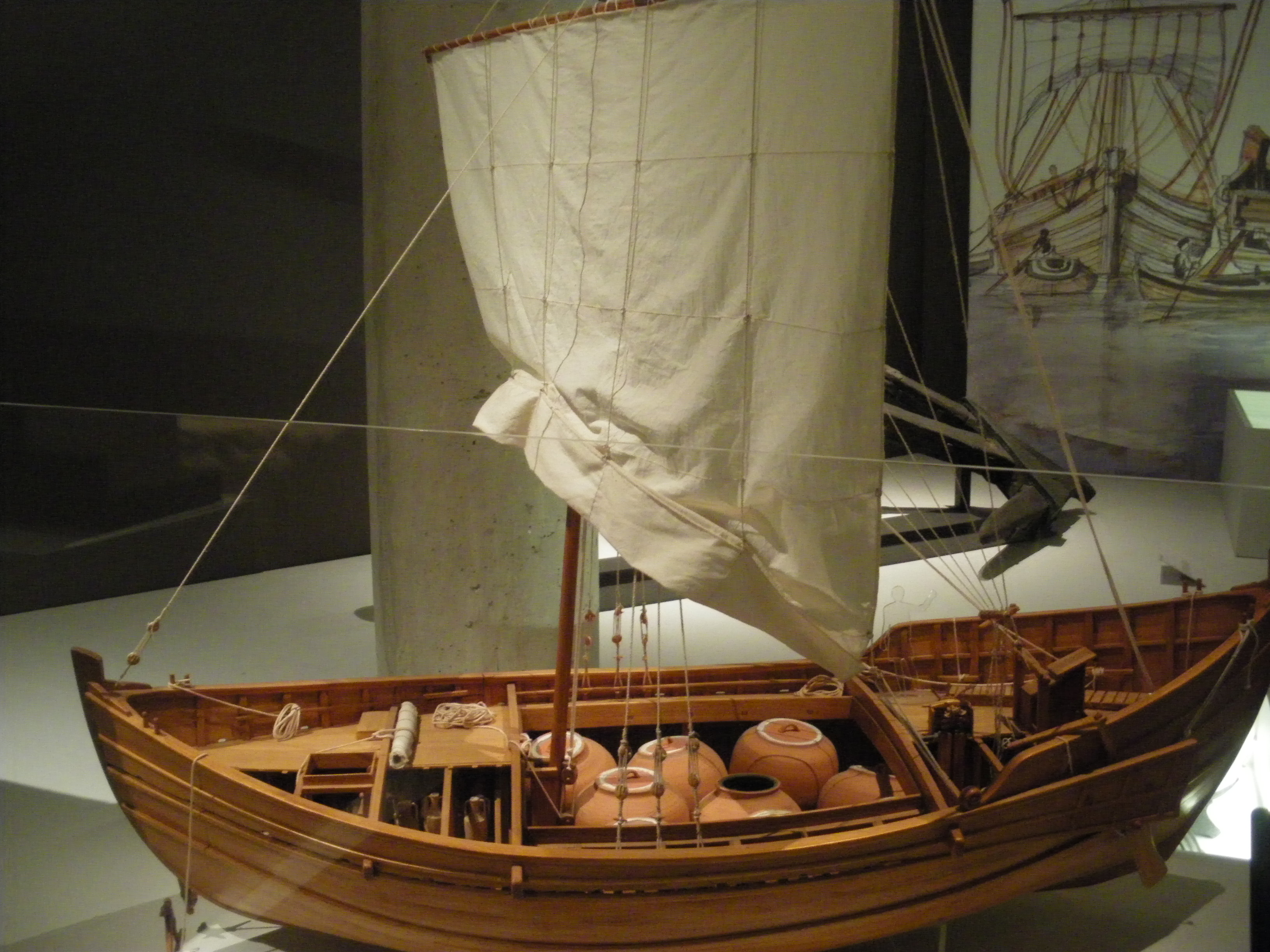
Maquette d'un navire fluviomaritime romain.

Les fouilles archéologiques subaquatiques se sont déroulées tant à Arles qu'à Trinquetaille, ports fluviaux et maritimes, connus sous l'Antiquité sous le nom de duplex Arelate, Arles la double. La cité romaine recevait sur les rives gauche et droite du fleuve, voiliers et galères venus de tout le bassin méditerranéen puis redistribuait leurs cargaisons, via le Rhône, la Saône et la Moselle, dans les différentes provinces du nord de l'Europe. L'intérêt du double port s'explique par la présence de la barre du Rhône qui tenait à distance les navires de haute mer au tirant d’eau et au tonnage importants, d'où l'utilisation de navires fluviomaritimes.
De plus, le port arlésien était organisé pour recevoir tous les bâtiments de commerce en aval ou en amont du pont de barques qui unissaient Trinquetaille à Arles, ce qui obligeait à un déchargement des marchandises et permettait aux nautes arlésiens de récupérer à leur profit le trafic fluvial et maritime.
Entre 380 et 390, le poète Ausone, brosse un portrait de la ville d'Arles dans son ouvrage recensant les dix-sept villes les plus importantes de l'Empire et fournit la première description de cet ouvrage unissant le double port :

« Ouvre, Arles, douce hôtesse, ton double port, Arles, petite Rome gauloise, voisine de Narbonne et de cette Vienne qu'enrichissent les colons des Alpes. Tu es coupée par le cours impétueux du Rhône au milieu duquel un pont de bateaux forme une place où tu reçois les marchandises du monde romain. Tu ne le retiens pas et tu enrichis les autres peuples et les autres villes que possèdent la Gaule et le vaste sein de l'Aquitaine »

Les objets retirés du fleuve, près de 700, sont des amphores italiques, gauloises, ibériques, contenant vin, huile d'olive ou garum, aux lingots de plomb, en passant par les barres de fer et du bronze ciselé. Les restes d'épaves ont permis de dresser une typologie des navires accostant à la duplex Arelate. Certaines de celles-ci sont remontées à la surface, comme le chaland de 30 mètres de long qui a nécessité trois interventions de relevage le 12 juillet, puis le 1er et le 10 août 2011,.
La découverte de pièces exceptionnelles destinées à Trinquetaille, ont permis de comprendre que ce quartier d'Arles était pourvu d'une parure monumentale insoupçonnée. Parmi les chapiteaux et futs de colonne gisaient un grand Neptune de marbre, un Bacchus juvénile, une Victoire en bronze doré, une statue de captif d'influence hellénistique et surtout la tête en marbre de Jules César, portrait inédit du fondateur de la colonie romaine d'Arles qui a été daté de -46.

## Controverse

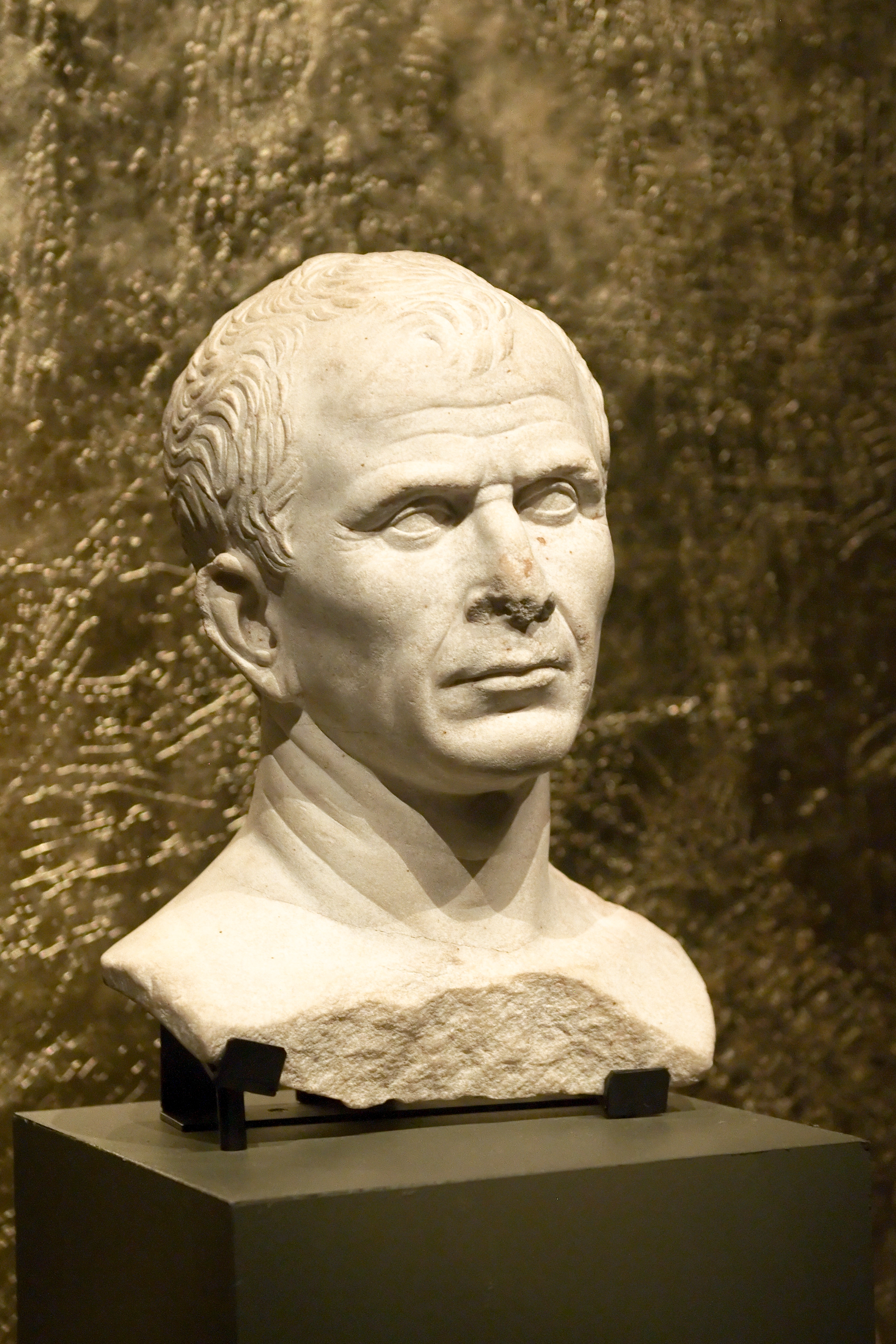
Portrait présumé de Jules César.

Le portrait présumé de Jules César est un buste en marbre grandeur nature montrant un homme vieillissant. Il a été sorti du Rhône à l'automne 2007, par une équipe de la recherche archéologique subaquatique. C'est au cours de cette même campagne que les plongeurs ont dégagé un Marsyas de style hellénistique et une sculpture en marbre grandeur nature de Neptune.
Cette découverte a fait la une de nombreux grands médias,. Le réalisme du portrait le place dans la tradition de la sculpture de la fin de la République romaine. Luc Long, directeur de l'équipe qui a fouillé le Rhône, a suggéré qu'il s'agissait d'un portrait de Jules César et qu'il devrait être daté d'environ 46 avant notre ère. Ce qui a permis à Christine Albanel, ministre de la Culture et de la Communication, d'expliquer que c'était la plus ancienne représentation connue de César.
Luc Long a suggéré que ce buste a été discrètement éliminé après l'assassinat de César en 44 avant notre ère, quand la possession de ses portraits était devenu politiquement suspecte (courte période de damnatio memoriae, le buste du condamné post mortem pouvant servir de remblai). « Je soupçonne le buste d'avoir été jeté dans le fleuve après qu'il eut été assassiné parce qu'il n'aurait pas été bon à l'époque pour être considéré comme l'un de ses partisans », a-t-il déclaré au moment de la révélation de la découverte.

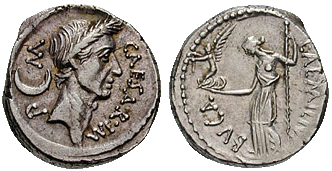
Denier de César émis en -44 (réf. Cohen22).
Vénus debout tient une Victoire.

Ce qui n'a pas empêché quelques personnalités de la presse et de l'archéologie de faire des objections. Mary Beard, spécialiste de la Rome antique et contributrice du journal The Times Literary Supplement, a déclaré qu'il n'y avait aucune raison d'identifier ce buste comme étant celui de César, en accusant au passage les inventeurs d'avoir organisé un coup de publicité. Ce buste aurait pu montrer le portrait de n'importe qui.
Puis ce fut le tour de Paul Zanker (de), directeur de l'Institut archéologique allemand de Rome, qui notait le manque de ressemblance avec les pièces émises au cours des dernières années de la vie du dictateur, et avec le buste Tusculum de César. Ce qui lui a permis de dater celui d'Arles de l'époque augustéenne.
Quant à Nathan T. Elkins, du Department of Art de l'Université Baylor, il émet des doutes dans un forum sur internet consacré à la numismatique et à l'archéologie, et propose le IIIe siècle comme date probable de l'immersion des statues dans le Rhône, indiquant même que ce buste d'origine hellénistique ne serait qu'une copie romaine.
Enfin Yann Le Bohec fait remarquer que les portraits de César sur les monnaies sont différents avec un homme au front fuyant, un nez busqué, de petites lèvres ourlées, un front très marqué et la pomme d'Adam proéminente.
Aujourd'hui, les bustes reconnus de César et cohérents avec les pièces de monnaie à son effigie sont ceux de Chiaramonti et de Tusculum[réf. souhaitée].

## Quid de César?
Michel L'Hour, chef du département des recherches archéologiques subaquatiques et sous-marines (DRASSM), quand il déclarait, en 2008, « À l’unanimité, les chercheurs ont confirmé l'authenticité du portrait », ne pouvait se douter que celui-ci allait provoquer la constitution d'un « clan des anti-César ». Même réduite, cette contestation a fait prendre aux scientifiques des positions très fermes pour défendre l'identification première.
Christian Goudineau, professeur au Collège de France, confirme : « Pour moi, qui ai passé des années avec César, il n'y a aucun doute. J'ai été l'un des premiers à voir ce buste. Et quand je l'ai vu, je n'ai pas hésité. Je n'imaginais d'ailleurs pas que l'on puisse remettre en cause son authenticité. Par la suite, il y a effectivement eu une ou deux critiques. Mais elles émanaient de personnes qui n'avaient eu accès qu'à des photos. Ce qui a pu les gêner, c'est qu’il ne s’agit pas d'une représentation traditionnelle de César. Car la plupart des portraits connus jusque-là ont été réalisés au milieu du siècle d’Auguste, 30 ou 40 ans après sa disparition. Des portraits idéalisés qui ont en quelque sorte lifté l'homme d'État romain ».
Luc Long, responsable de l'équipe du DRASSM qui a travaillé dans le Rhône, explique : « Aujourd'hui, il y a un certain consensus autour de cette interprétation. Le portrait d'Arles ressemble à celui de Tusculum, par le profil. Ce que nous avons pu vérifier par une reconstitution en 3D. J'ai par ailleurs travaillé avec des médecins légistes de l'hôpital de la Timone à Marseille. Leurs observations ont permis de trouver des marqueurs communs entre la physionomie du buste d'Arles et celle du portrait italien, notamment des déformations osseuses peu accessibles au grand public ou une fossette supra-thyroïdienne. Un signe comme celui-ci, on n'en rencontre que chez une personne sur 15 000 à 25 000 ».
Claude Sintes, directeur du Musée de l'Arles antique, n'hésite pas à critiquer la position de l'archéologue allemand : « J'ai du mal à comprendre l'attitude d'un éminent scientifique comme l'Allemand Paul Zanker. Il a émis un jugement à partir de mauvaises photos vues sur internet et a fait paraître son article quelques jours après que la nouvelle de la découverte eut été rendue publique. C'est un peu gênant. Il évoque un visage du temps de César, celui d'un homme qui voulait ressembler au dictateur. Un peu comme au XIXe quand on portait la moustache pour ressembler à Napoléon III. De plus, Paul Zanker évoque le buste d'un notable. Mais il faut savoir qu'à l'époque du dictateur, Arles était une petite ville et n'avait pas de familles encore très puissantes ».
Jean-Paul Demoule, ancien président de l'Institut national de recherches archéologiques préventives (INRAP), tente de comprendre pourquoi une telle pièce a ce succès médiatique et procure un tel engouement populaire : « On assiste à un vrai phénomène de société. Pour moi, avec ce marbre, c'est l'inconscient collectif et le mythe national qui ressurgissent des eaux et des boues du Rhône pollué. Cela revient à dire qu'avec la statue, on a trouvé une œuvre d'art, le buste d'un homme mythique dont le nom a traversé les siècles. César, celui qui a fait basculer la France de la Préhistoire dans l'Histoire… Avec César, c'est le mythe national qui ressurgit : celui de Vercingétorix, de Clovis et de Napoléon. Le buste serait un portrait de l'homme d'État réalisé de son vivant. Celui qui regarde le marbre a donc l'impression de l'avoir en face de lui. Cela a un aspect assez fascinant ».